# (9881) 1994 SE
1994 أس إي (ويعرف أيضًا باسم (9881) 1994 أس إي وفق تسمية الكوكب الصغير) (بالإنجليزية: 1994 SE)‏ هو كويكب ضمن حزام الكويكبات؛ وترتيبه 9881 من حيث الاكتشاف.
اكتُشف هذا الجُرم الفلكي بواسطة روبرت إتش ماكنوت في 25 سبتمبر 1994.

## وصلات خارجية
- (9881) 1994 SE في قاعدة بيانات مختبر الدفع النفاث لأجرام النظام الشمسي الصغيرة

- الاكتشاف · مخطط المدار ·  العناصر المدارية · المعلمات المادية

- (9881) 1994 SE على موقع ويكي سكاي: DSS2, SDSS, GALEX, IRAS, Hydrogen α, X-Ray, Astrophoto, Sky Map, Articles and images